# Castelmauro
Castelmauro – miejscowość i gmina we Włoszech, w regionie Molise, w prowincji Campobasso.
Według danych na rok 2004 gminę zamieszkiwało 1901 osób, 44,2 os./km².

## Współpraca
Miejscowość partnerska:
- Herstal, Belgia